# سد ۱۰ثانیه‌ای

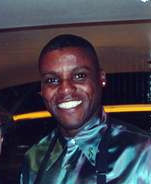
کارل لوئیس اولین مردی بود که زیر ده ثانیه در ارتفاع کم دوید.

سد ۱۰ ثانیه ای مانع فیزیکی و روانی برای تکمیل دوی ۱۰۰ متر در کمتر از ده ثانیه است. این دستاورد به‌طور سنتی به عنوان نشانه بارز یک دونده مرد در کلاس جهانی در نظر گرفته می‌شود. گرچه اهمیت آن از اواخر دهه ۱۹۹۰ کمتر شده‌است، زیرا تعداد فزاینده ای از دوندگان از مرز ده ثانیه فراتر رفته‌است. رکورددار کنونی مردان جهان، یوسین بولت است که در مسابقات قهرمانی جهانی IAAF در سال ۲۰۰۹، ۹٫۵۸ دوید.

## زمان‌بندی خودکار
پس از تغییر قانون در سال ۱۹۷۷، رکورد ۹٫۰۵ ثانیه‌ای (که او برای ۹ سال در اختیار داشت) جیم هاینز تنها مسابقه زیر ۱۰ ثانیه شناخته شد. در آن سال، هنگامی که سیلویو لئونارد در ۱۱ اوت ۱۹۷۷ ۹٫۹۸ ثانیه دوید، سد دوباره شکسته شد. هر دوی این علائم در ارتفاع بالا ثبت شده‌اند که به دلیل مقاومت کمتر هوا به عملکرد کمک می‌کند.
کارل لوئیس با ۹٫۹۷ اولین دونده سرعتی بود که ده ثانیه در ارتفاع کم تحت زمان‌بندی الکترونیکی شکست داد او در ۱۴ مه ۱۹۸۳ توانست این افتخار را کسب کند.
. کالوین اسمیت در ۳ ژوئیه ۱۹۸۳ در کلرادو اسپرینگز کلرادو رکورد جهانی ۹٫۹۳ ثانیه را در ارتفاع به ثبت رساند و اولین دونده سرعتی بود که در اوت همان سال دو بار زیر ده ثانیه دوید. در مجموع، شش دونده سرعت به‌طور قانونی در طول دهه ۱۹۸۰ سد را شکستند. بن جانسون هم به رکورد زیر ۱۰ ثانیه دست یافت اما پس از مثبت شدن تست دوپینگ او این افتخارات از او پس گرفته شد.
فینال ۱۰۰ متر در مسابقات جهانی ۱۹۹۱ نشان دهنده یک اوج جدید در این رویداد بود: شش ورزشکار در همان مسابقه کمتر از ۱۰ ثانیه دویدند و کارل لوئیس برنده رکورد جهانی را به ۹٫۸۶ ثانیه کاهش داد. در مکان دوم لروی بورل قرار گرفت که رکورد قبلی جهان را که با ۹٫۹۰ ثانیه متعلق به او بود، شکست. در جایگاه سوم با ۰٫۰۱ ثانیه کندتر از رکورد قبلی جهان، دنیس میچل با زمان ۹٫۹۱ ثانیه قرار گرفت. لینفورد کریستی با زمان ۹٫۹۲ ثانیه در مکان چهارم با شکستن رکورد اروپایی خود با ۹٫۹۷ ثانیه قرار گرفت.
موریس گرین اولین ورزشکاری بود که زیر ۹٫۸۰ دوید ثانیه در سال ۱۹۹۹ یوسین بولت در سال ۲۰۰۸ از ۹٫۷۰ ثانیه و در سال ۲۰۰۹ از ۹٫۶۰ گذشت. سد ۱۰ ثانیه ای توسط ورزشکاران پنج انجمن از ۶ انجمن دو و میدانی قاره شکسته شده‌است، به استثنای آمریکای جنوبی که رابسون داسیلوا برزیلی با ده ثانیه ثابت رکورد منطقه را در اختیار دارد.